# Serapias parviflora
Serapias parviflora — квіткова рослина родини Орхідні (Orchidaceae). лат. parviflora — «маленькі квіти».

## Опис
Зростає приблизно на 10–30 сантиметрів у висоту (іноді до 40 см). В основі стовбура, є 4–7 лінійні листя. У 3–8 квітів (рідко до 12) розташовані на стеблі. У сіро-рожевий чашолистки і пелюстки утворюють капюшон над колоною і губами, які, як правило, 14–19 мм в довжину. Період цвітіння: березень — травень.

## Поширення та екологія
Росте на вологих луках, галявинах, чагарників машин, з рівня моря до 1200 м над рівнем моря, воліє вапняні ґрунти. Знаходився спочатку по Середземноморського басейну від Піренейського півострова до Егейського моря, а також на Канарських островах і вздовж Атлантичного узбережжя Франції. Він був виявлений в 1989 році в Корнуоллі (Сполучене Королівство), і, можливо, поширення є природним.